# Karen Witemeyer
Karen Witemeyer (Californië) is een Amerikaanse schrijfster van historische romans vanuit een protestants-christelijke milieu. Een aantal van haar boeken is in het Nederlands en Duits verschenen.

## Leven en werk
Witemeyer, die opgroeide in Californië, verhuisde naar Texas om psychologie te studeren  aan de Abilene Christian University, waar ze zowel haar bachelor als master in behaalde.
Ze werd verliefd op het ruige landschap van Texas en de bewoners en trouwde met een van hen. Haar boeken zijn vooral gesitueerd in het Texas rond 1800 tot 1900.
Witemeyer is al haar hele leven een boekenwurm die nu haar dromen naleeft door romans te schrijven. Haar boeken halen in Amerika regelmatig de bestsellerlijst en zij heeft voor haar werk al diverse onderscheidingen ontvangen zoals de Inspirational Reader's Choice Award, ACFW Carol Award en de Holt-medaille. Zij is ook een veel gevraagd spreekster voor workshops en nationale schrijfconferenties.

## Privé
Witemeyer heeft een man en drie kinderen, woont en werkt in Abilene.